# Helvetia (equipo ciclista)
El equipo Helvetia fue un equipo ciclista suizo de ciclismo en ruta que compitió de 1988 a 1992. A pesar de tener el nombre de Weinmann-La Suisse durante su primera temporada, no se tiene que confundir con el equipo Weinmann.

## Corredor mejor clasificado en las Grandes Vueltas
| Año  | Giro de Italia | Tour de Francia      | Vuelta a España |
| ---- | -------------- | -------------------- | --------------- |
| 1988 | -              | 4.º Steve Bauer      | -               |
| 1989 | -              | 15.º Steve Bauer     | -               |
| 1990 | -              | 15.º Guilles Delion  | -               |
| 1991 | -              | 10.º Gérard Rué      | -               |
| 1992 | -              | 53.º Dominik Krieger | -               |

## Principales resultados
- Tour de Romandía: Gerard Veldscholten (1988)
- Campeonato de Zúrich: Steve Bauer (1989)
- Giro de Lombardía: Gilles Delion (1990)
- Giro de la Romagna: Beat Zberg (1992)

### A las grandes vueltas
- Giro de Italia
  - 0 participaciones

- Tour de Francia
  - 5 participaciones (1988, 1989, 1990, 1991, 1992)
  - 3 victorias de etapa:
    - 1 el 1988: Steve Bauer
    - 1 el 1989: Pascal Richard
    - 1 el 1992: Gilles Delion

  - 1 clasificaciones secundarias:
    - Clasificación de los jóvenes: Gilles Delion (1990)

- Vuelta en España
  - 0 participaciones